# Juan Pablo Duarte
Juan Pablo Duarte y Díez (Ciudad de Santo Domingo, 26 de enero de 1813-Caracas, 15 de julio de 1876), nombrado en escritos como Juan P. Duarte o J. P. Duarte y conocido en la Trinitaria por el seudónimo Arístides, fue un masón, libertador, político, empresario y poeta dominicano que tuvo una activa participación en la primera fase de la independencia dominicana al frente de la facción de los duartistas —o filorios—, además fue el artífice del primer golpe de Estado de la República Dominicana que lo convirtió en el primer inspector general (comandante en jefe) del Ejército Libertador de la República Dominicana y también fue el primero en inaugurar la práctica decimonónica de la presidencia paralela en el territorio. Es junto a Francisco del Rosario Sánchez y Ramón Matías Mella, uno de los Padres de la Patria de la República Dominicana. Ideó y presidió la lucha de varias organizaciones civiles-político-militares clandestinas como La Dramática, La Filantrópica y La Trinitaria, creadas para luchar contra el régimen haitiano y por la independencia de Santo Domingo.
En 1829, Duarte se convirtió en oficial de la Guardia Nacional Haitiana, llegando hasta el rango de coronel. En 1843 participó en la «Revolución Reformista» contra el Gobierno del presidente haitiano Jean-Pierre Boyer en favor de Charles Rivière-Hérard.Unos miembro de la Junta Central Gubernativa y posteriormente cometería contra dicha institución un golpe de Estado que destituiría a la mayoría de sus miembros, volviéndose tras ello en el primer inspector general de las tropas nacionales. Aceptaría ser proclamado presidente por sus partidarios en el Cibao, lo que le valdría ser declarado «traidor e infiel a la Patria» y ser expulsado del país por el entonces Gobierno presidido por el terrateniente Pedro Santana.
Duarte vivió exiliado en Venezuela debido a los conflictos políticos y militares que existían en la República Dominicana, los cuales constituían un serio peligro para su vida. En Venezuela fue recibido y acogido haciendo de esta tierra su segundo hogar, vivió aproximadamente cuatro años en los Llanos venezolanos, específicamente en el hoy Estado Apure, siendo el único municipio de donde se tiene constancia de su existencia, el municipio Achaguas donde vivió por tres años. Posteriormente, regresó a Caracas en 1862 para recaudar fondos y volver a República Dominicana, que había sido anexada a España por el Gobierno de Santana. Una vez en su patria, el Gobierno Restaurador, encabezado por el presidente dominicano José Antonio Salcedo, le solicita que retorne a Venezuela como Ministro Plenipotenciario. Su misión diplomática consistiría en gestionar el apoyo del presidente venezolano, Juan Crisóstomo Falcón, para fortalecer la causa de la Restauración de la Independencia Dominicana.
Duarte, aunque no muy de acuerdo con la misión, regresa a Caracas y cumple hasta donde le es posible. Terminada su misión diplomática, se queda a vivir en este país, donde falleció en Caracas el 15 de julio de 1876.Además, fue el último padre de la patria en morir.Y ser el más viejo de los tres padres de la patria.

## Primeros años

### Nacimiento y familia
Nació el 26 de enero de 1813 en la Ciudad de Santo Domingo durante el período conocido en la historiografía dominicana como la España Boba, en el seno de una familia de clase media-alta que se dedicaba al comercio de artículos de marina y ferretería en la zona portuaria de la capital.Hijo legítimo de Juan José Duarte Rodríguez (próspero comerciante andaluz procedente de la ciudad de Vejer de la Frontera, Cádiz) y Manuela Díez Jiménez, (natural de la ciudad de Santa Cruz del Seybo, hija del colono castellano Antonio Díez Baillo, nacido en Osorno y de la criolla Rufina Jiménez Benítez). Juan Pablo fue el cuarto de once hermanos, siendo los más conocidos Vicente Celestino, comerciante de madera y Rosa Protomártir, quien se desempeñó como periodista y maestra. Ambos tuvieron una activa participación en la causa independentista de su hermano.
En 1801, los padres de Juan emigraron desde Santo Domingo cuando estaba ocupada por los franceses a la ciudad de Mayagüez en la Capitanía General de Puerto Rico, evadiendo la imposición del Estado francés en el lado oriental de la isla hecha por el general Toussaint Louverture, gobernador general de la Colonia de Saint-Domingue (actual Haití), una colonia francesa situada en el tercio occidental de la isla Española. En ese momento, la República Francesa y Saint-Domingue estaban pasando por exhaustivos movimientos sociales, a saber, las revoluciones francesa y haitiana.
La isla de Puerto Rico que era parte del Imperio Español, y al estar Mayagüez tan cerca de la isla Española, al otro lado del Canal de la Mona, se había convertido en refugio para los que como los Duarte, no aceptaban el Gobierno francés. La mayoría de los historiadores suponen que el primer hijo de los Duarte, Vicente, nació allí, en Mayagüez. La familia regresó a la Capitanía General de Santo Domingo en 1809, después de la guerra de la Reconquista liderada por el criollo Juan Sánchez Ramírez, restableciendo la soberanía española en Santo Domingo. Su familia era poseedora de amplias riquezas provenientes de los negocios de comercio marítimo que realizaba su padre. En 1819, Duarte se inscribió en la escuela de Manuel Aybar donde aprendió lectura, escritura, gramática y aritmética.

## Durante el régimen haitiano

### Inicios de la ocupación
La década de 1820 fue una época de profundos cambios políticos en todo el Mundo atlántico español y que influenció la manera de pensar de sectores de la pequeña burguesía. El 1 de diciembre de 1821 Duarte tenía apenas ocho años cuando el escritor y político liberal José Núñez de Cáceres y Albor declaró, por breve tiempo, la independencia de Santo Domingo de la monarquía española y cambió el nombre de la exprovincia española por el de Estado Independiente de Haití Español. José Núñez de Cáceres representaba a un selecto y privilegiado grupo de hombres burgueses cansados de ser ignorados por la Corona y preocupado también por el nuevo giro liberal de la villa y corte de Madrid. En el Reino de España, todo comenzó con el pronunciamiento de Riego impulsado por los liberales, dando lugar al Trienio Liberal (1820-1823). Sin embargo, los eventos de la emancipación en Santo Domingo fueron diferentes a los del resto del continente, ya que este fue de corta duración. Aunque el Gobierno de Núñez de Cáceres pidió apoyo del nuevo Gobierno republicano del presidente de Colombia, Simón Bolívar, su petición no fue respondida.

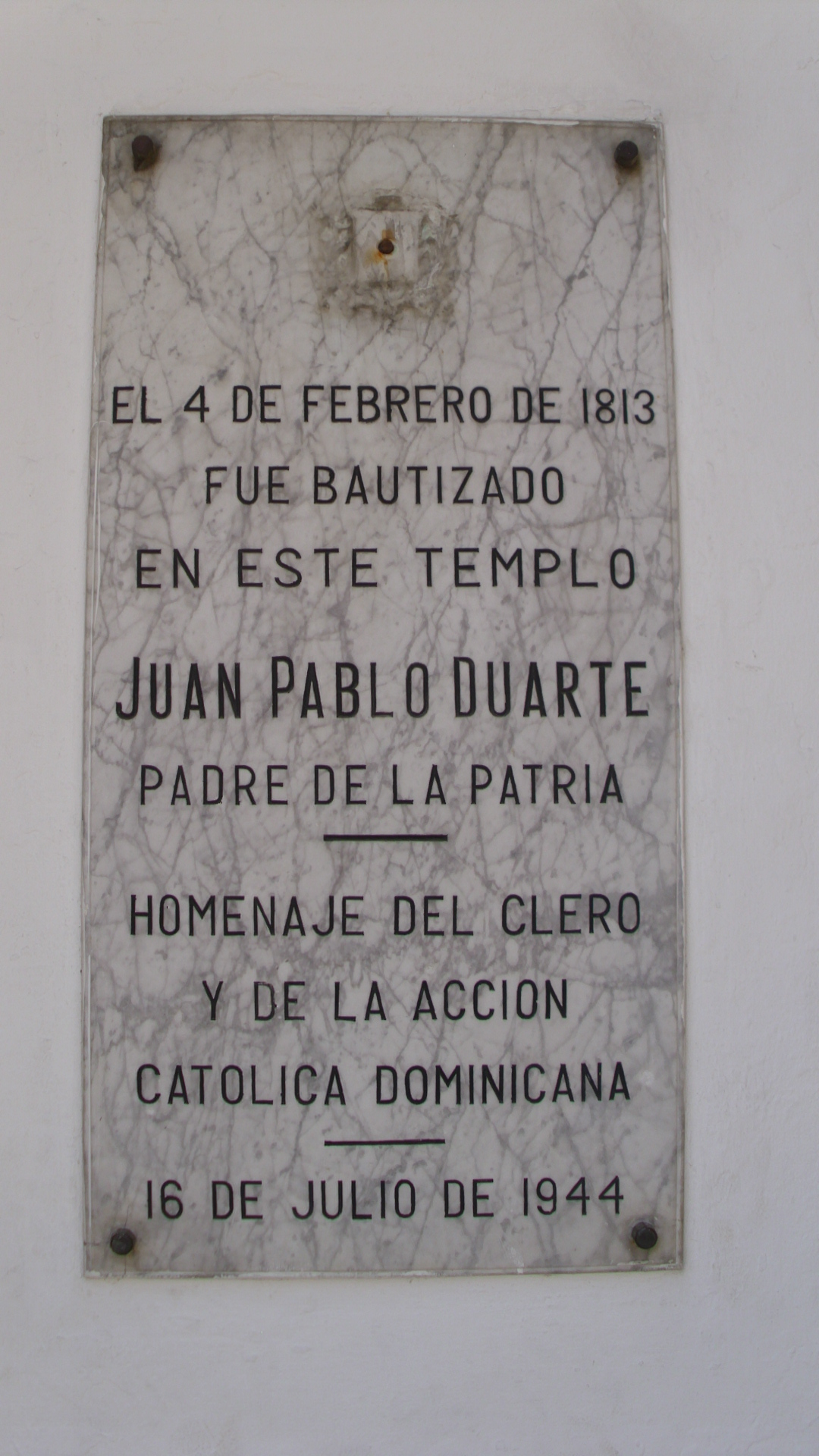
Placa de la Iglesia Santa Bárbara en homenaje al bautismo de Duarte.

Este experimento culminó con la casi inmediata ocupación haitiana de la parte oriental de la isla Española por el ejército del presidente haitiano Jean-Pierre Boyer el 9 de febrero de 1822. Los haitianos abolieron la esclavitud de una vez por todas, ocupando Santo Domingo de manera oficial y unificándolo con Haití. Las pugnas entre Boyer y la élite de la antigua provincia provocaron la migración masiva de muchos sectores, entre ellos los colonos. Algunos sectores de la parte oriental aspiraban a mantener la parte oriental de la isla en manos de las potencias imperiales europeas como manera de salvaguardarse del peligro que para ellos significaba la presencia haitiana. La ocupación provocó el debilitamiento de la élite provincial y los sectores burgueses que entraron en componenda con las autoridades haitianas se constituyeron en la nueva clase dominante.
Por otro lado, el 6 de enero de 1823, Boyer decretó el reclutamiento en el Ejército haitiano de todos los jóvenes entre 16 y 25 años. Dicha medida hizo que la Universidad Santo Tomás de Aquino, perdiera sus estudiantes y por ende tuviera que cerrar sus puertas. El 14 de noviembre de 1824, Boyer estableció el francés como idioma oficial, único y obligatorio en los actos de los tribunales, del estado civil y de los notarios públicos en toda la isla. Juan Pablo Duarte y Díez fue discípulo del doctor Juan Vicente Moscoso Carvajal con quien realizó estudios superiores de latín, filosofía y derecho, debido al cierre de la universidad por parte de las autoridades haitianas. Después del exilio de Juan Vicente Moscoso a la isla de Cuba (España), su rol fue continuado por el sacerdote procedente de Lima (Perú), Gaspar Hernández.

### Viaje de estudio

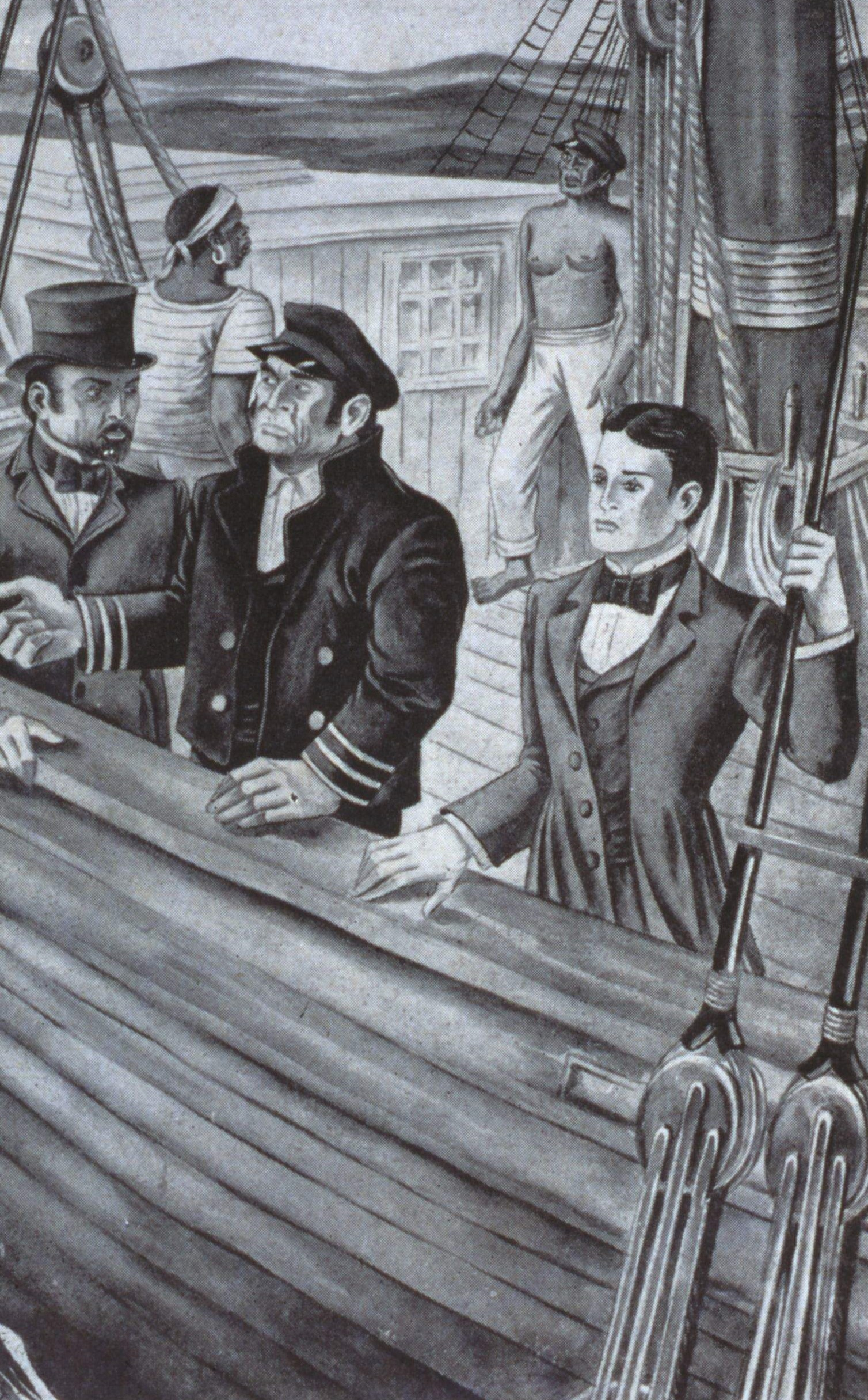
Viaje de Duarte (1944). Obra de José Alloza.

En 1828, Juan Pablo Duarte, acompañado del comerciante catalán Pablo Pujol, viajaría a Europa por cuestiones académicas pero, antes tuvo que ir a los Estados Unidos de América. Antes de zarpar rumbo a Norteamérica, su anhelo de independizar a Santo Domingo comenzó cuando el capitán del barco español que lo llevaría le dijo que si no le daba vergüenza decir que era haitiano, a lo que el joven respondió «yo soy dominicano», sin embargo el español le contestó despectivamente: «tú no tienes nombre, por que ni tú ni tus padres merecen tenerlo porque cobardes y serviles inclinan la cabeza bajo el yugo de sus esclavos». El adolescente al oír la respuesta sintió lo siguiente:

“La vergüenza, la desesperación, que me causó tal confesión de que merecíamos ser tratados tan sin ninguna consideración me impidió pronunciar una palabra, pero juré en mi corazón no pensar ni ocuparse de proporcionarse los medios, sino de probarle al mundo entero que no tan sólo teníamos un nombre propio, dominicanos, sino que nosotros (tan cruelmente vilipendiados) éramos dignos de llevarlo.”

A partir de esa experiencia empezó a estudiar, empezando por perfeccionarse en el estudio de los idiomas. Atravesaría por las ciudades de Nueva York (Estados Unidos), Londres (Reino Unido), El Havre, Bayona, París (Reino de Francia) y Barcelona (España), finalizando su periplo en esta última ciudad. Durante su estancia en Europa, se producirá la revolución de julio de 1830, que provocará la abdicación del rey de Francia, Carlos X y el advenimiento de Luis Felipe I de Orleans al trono francés. Al finalizar su viaje regresaría al país en 1832 luego de haber pasado por Puerto Rico y la isla de Santo Tomás. Manuel María Valverde le preguntaría sobre qué era lo que más le había llamado la atención en sus viajes y le había gustado y el adolescente respondió: «los fueros y libertades de Barcelona, fueros y libertades que nosotros un día daremos a nuestra patria».

### Lucha por la independencia

#### Guardia Nacional y fundación de La Trinitaria

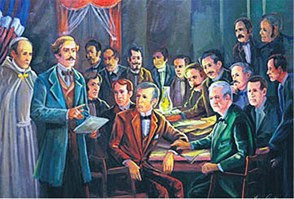
Duarte fue el líder y fundador de la Trinitaria en donde exponía sus ideales en pro de la libertad dominicana.

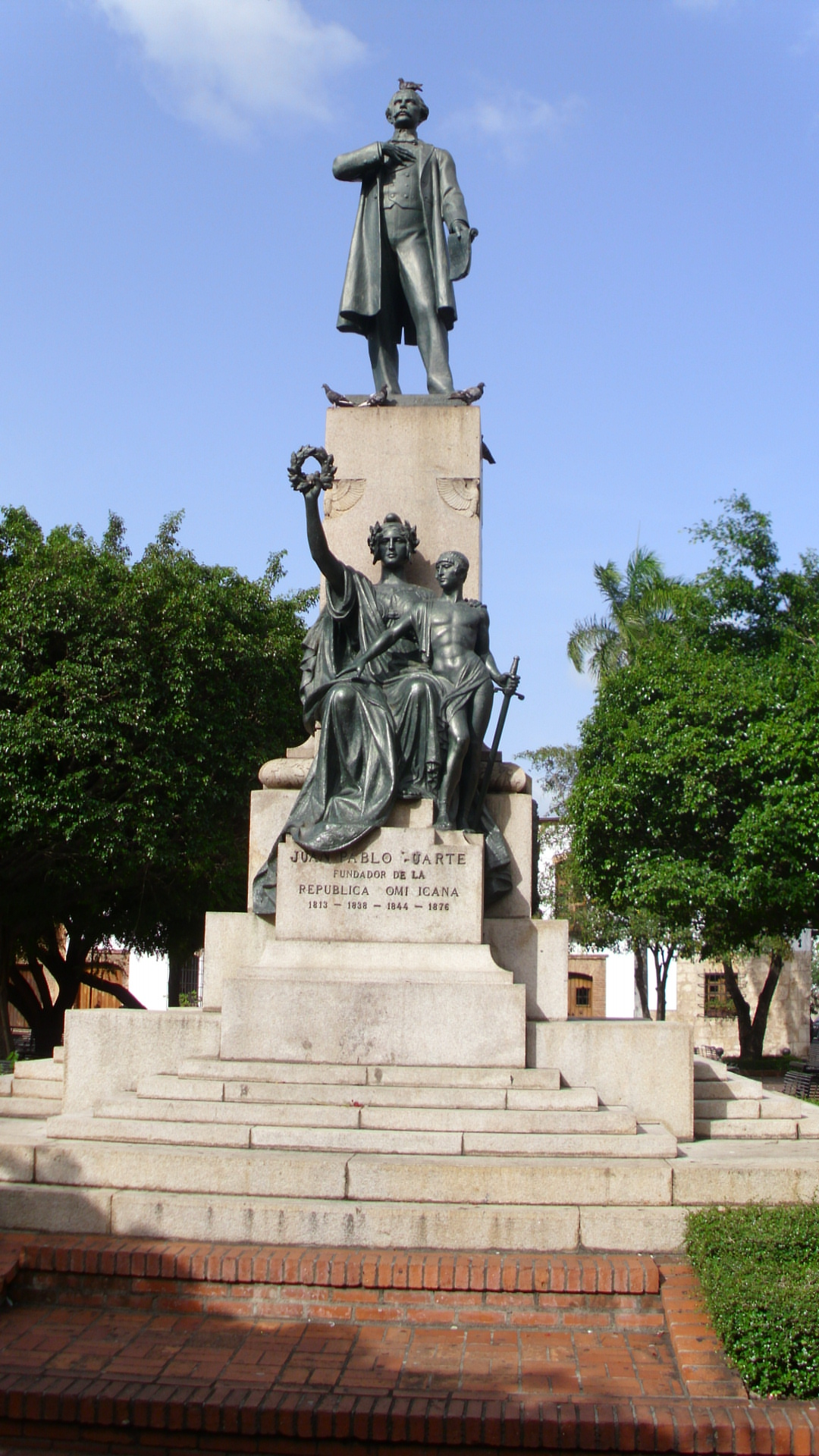
Estatua de Duarte en el parque Duarte (Santo Domingo).

En 1834, Juan Pablo Duarte se unió a la Guardia Nacional haitiana como cabo. El 16 de julio de 1838, el cabo Duarte fundó una sociedad secreta a la cual llamó La Trinitaria, que tuvo como fin a socavar la ocupación haitiana. Algunos de sus primeros miembros incluyeron: Juan Isidro Pérez de la Paz, Pedro Alejandro Pina García, Jacinto de la Concha, Félix María Ruiz, José María Serra, Benito González Jiménez, Felipe Benicio Alfau y Bustamante y Juan Nepomuceno Ravelo (más adelante se unirían Francisco del Rosario Sánchez y Ramón Matías Mella Castillo, adquiriendo un rol protagónico junto a Duarte).
Los trinitarios hacían su trabajo político a partir de una estructura celular clandestina que funcionaba similar a una logia masónica. Los iniciados hacían el juramento de luchar por la independencia de Santo Domingo bajo el lema "Dios, Patria y Libertad".
En 1840 para sus actividades públicas constituyeron otra sociedad llamada La Filantrópica que llevaba por lema "Paz, unión y amistad", y tenía una presencia más pública, tratando de difundir las ideas veladas de liberación a través de escenarios teatrales. Entre las obras que se llegaron a representar están: "Roma Libre" del dramaturgo italiano Vittorio Alfieri, "La viuda de Padilla" de Francisco Martínez de la Rosa, "Un día del año 23 en Cádiz" de Eugenio de Ochoa, entre otras. Luego de varios intentos fallidos, los trinitarios no se sentían conformes y fundaron La Dramática. En esta tercera sociedad, todos los trinitarios se dedicaron a la actuación. En 1842, Duarte fue ascendido por la Guardia Nacional al rango de capitán.

#### La Reforma haitiana

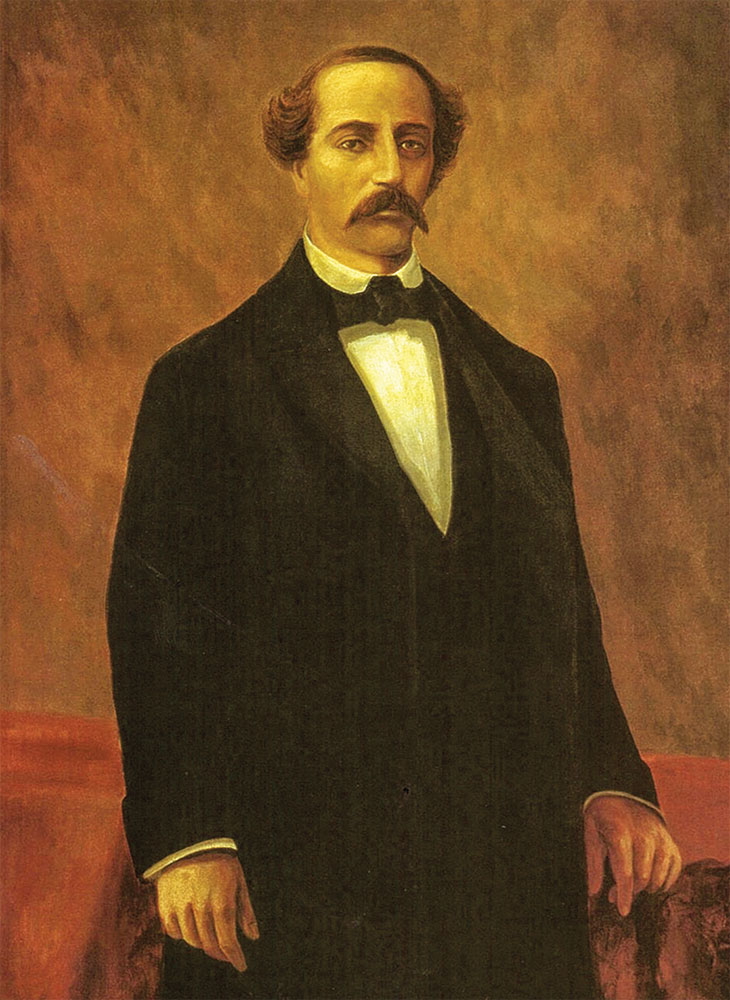
Retrato de Juan Pablo Duarte (1887). Obra de Alejandro Bonilla.

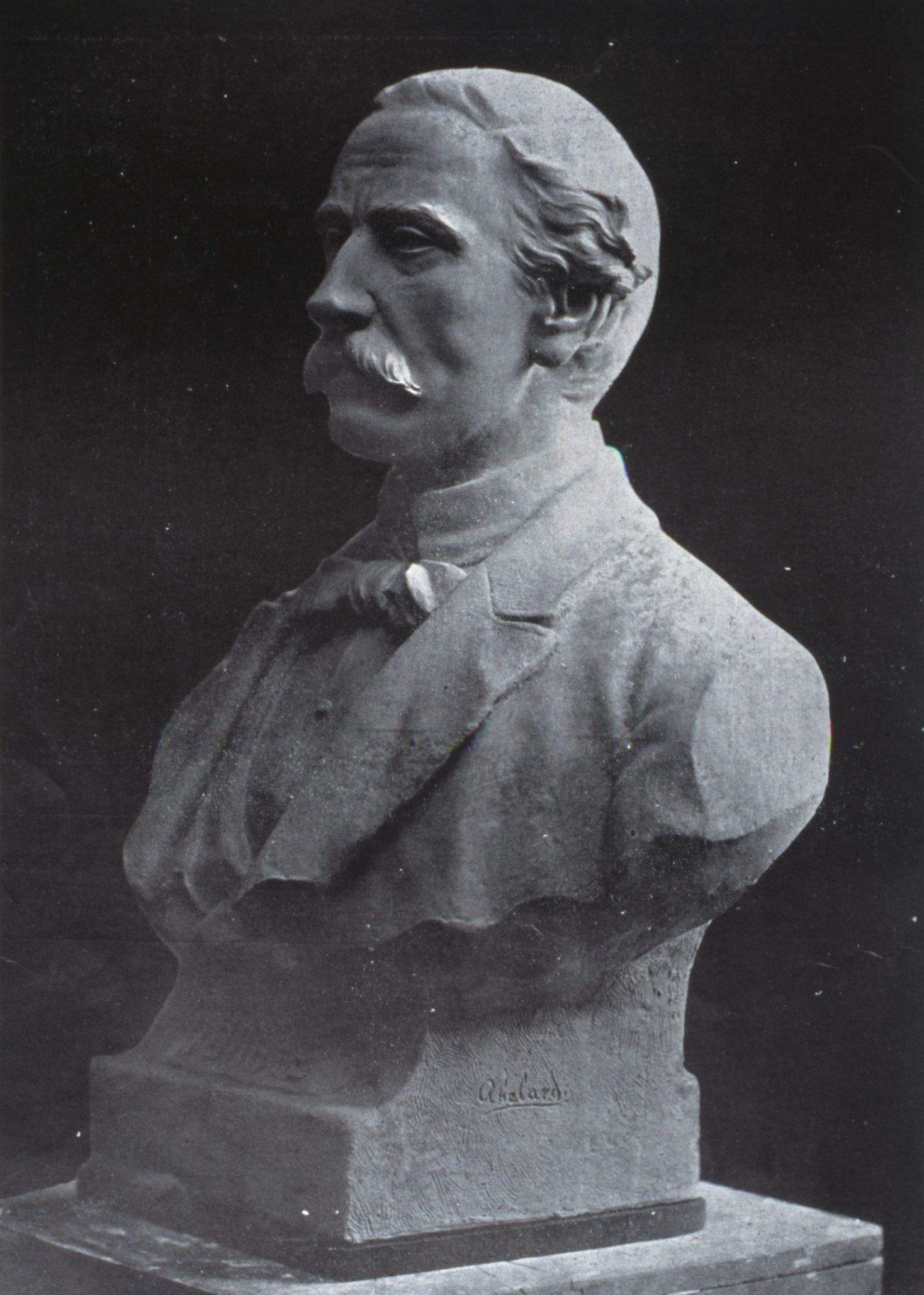
Busto de Duarte de Abelardo Rodríguez Urdaneta.

En ese entonces el régimen impuesto por Boyer había pasado de ser un Gobierno liberal y progresista a convertirse en uno absolutista en medio de graves problemas económicos y fuerte resistencia interna en la parte occidental de la isla. En la República Haitiana, grupos opositores a Boyer tramarían una revolución contra el Gobierno.
En enero de 1843, el capitán Duarte envió a Ramón Matías Mella a la parte occidental de la isla Española a entenderse con los revolucionarios haitianos sobre el modo que actuará la parte española cuando se produjera la insurrección. El 26 de enero, Ramón Mella llegaría a la ciudad de Los Cayos de San Luis y al día siguiente ocurriría la revuelta contra Boyer, llamada La Reforma que terminó por derrocar la dictadura de Boyer en febrero, colocándose en su lugar al general Charles Rivière-Hérard en la presidencia de la República de Haití. El 24 de marzo, en Santo Domingo, se conoció el derrocamiento de Boyer y los duartistas se sumaron al movimiento reformista haitiano. En la ciudad se originó un enfrentamiento entre los partidarios de los vencedores, encabezados por el general de brigada haitiano Henri Etienne Desgrotte, y las tropas de los boyeristas fieles al régimen caído. Duarte encabezó a los reformistas dominicanos en Santo Domingo convirtiéndose en el principal líder político de la época y contrarrestando los vítores de independencia con vítores de Reforma porque los grupos independentistas tenían previsto proclamar la independencia en dicho mes pero se anticipó la Reforma.
En abril, por orden del general Desgrotte, nuevo comandante de Santo Domingo, se constituyó la Junta Popular de Santo Domingo presidida por el haitiano Alcius Ponthieux e integrada por Duarte, Mella, Pedro Alejandro Pina, Manuel José Jimenes González y el haitiano Jean Baptiste Morin. La Junta Popular emitió una orden para que Duarte fuera a los pueblos del Este a promover e instalar juntas populares en las comunidades que la necesidad lo exigiera. En mayo fue a Santa Cruz del Seybo a establecer las juntas populares y allí reclutaría para la causa de la independencia a Ramón Santana Familias, a quien nombraría coronel de las tropas de dicho pueblo. Sin embargo, Ramón Santana expresó su preferencia de que su hermano Pedro Santana Familias asumiera el liderazgo. Al regresar a Santo Domingo fue nombrado coronel del batallón de nacionales. El 8 de junio, fue entregada una petición a la Junta y entre los remitentes firmantes estaban Félix Ruiz, Nepomuceno Ravelo y Manuel Valverde. La solicitud declaraba que Santo Domingo no era una nación conquistada, se exigía que los documentos públicos sean escritos en español, la oficialización de la religión católica, la instauración de las tradiciones hispánicas y el cese la represión por parte de las autoridades haitianas. Su tío, José Díez Jiménez convenció al antiguo boyerista, el coronel José Joaquín Puello Castro, para que favoreciera la causa independentista y con él se facilitó el respaldo de los oficiales y soldados que integraban los regimientos 31 y 32 apostados en Santo Domingo y de los negros de los alrededores de la ciudad sobre los que ejercía influencia.

#### Primer exilio

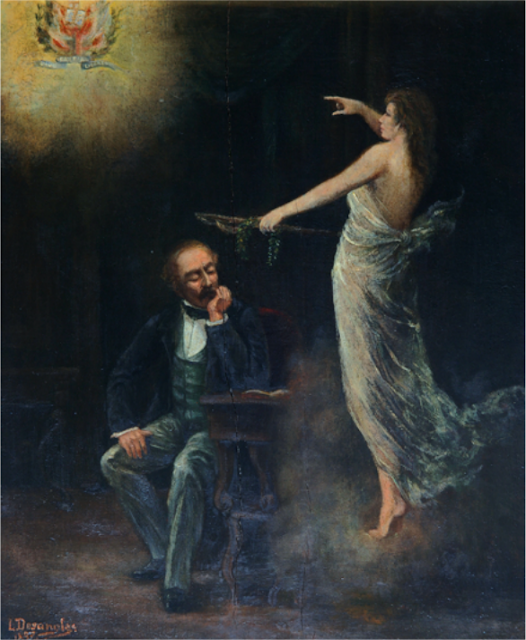
El sueño de Duarte (1889). Obra de Luis Desangles.

El 15 de junio, el Gobierno provisional haitiano convocaría elecciones municipales para elegir los diputados que conformarían la Asamblea constituyente haitiana. En la parte española vencieron los independentistas dominicanos, alzándose con el control de ayuntamientos en las ciudades de Santo Domingo, del Seybo, Santiago de los Caballeros, San Francisco de Macorís y las villas del Cotuy, Baní y San Dionisio de Higüey. En medio del entusiasmo, se dedicaron a deponer a los comandantes militares haitianos en los pueblos del interior, en tanto que muchos hablaban abiertamente de que el próximo paso sería la separación de Haití. No obstante, las actividades separatistas fueron delatadas a las autoridades de la ciudad de Puerto Príncipe por dominicanos pro-haitianos y el nuevo presidente Charles Rivière-Hérard encabezó la ocupación militar de los departamentos del Cibao y Ozama con el objetivo de desarticular el movimiento separatista. El 12 de julio, llegó Charles Hérard a Santo Domingo y detuvo el movimiento revolucionario al tomar presos a los líderes más visibles y enviarlos a prisión en Puerto Príncipe, entre ellos Mella y los hermanos Santana (estos llegarían a escaparse antes de llegar a la capital haitiana). Diecinueve días estaría Duarte oculto del régimen.
Para escapar de la persecución, Duarte, junto con Juan Isidro Pérez y Pedro Pina, abandonaron la isla de manera clandestina por su conducta insurgente el 2 de agosto. Pasaron por Vieques y Santo Tomás antes de llegar a la ciudad de La Guaira, en Venezuela. En septiembre, Duarte se reunió con el presidente venezolano, Carlos Soublette, para solicitar ayuda, pero las promesas de apoyo de Soublette resultaron vanas. El 15 de noviembre, Vicente y Francisco Sánchez, le enviaron una carta diciéndole, entre otras cosas, que llevara armas, que desembarcara en el puerto de Guayacanes en diciembre y que tuviera cuidado con Mella, a quien calificaban de ambicioso e imprudente. Durante aquel mes en el exilio moriría su padre. En diciembre, se trasladó a la Colonia de Curazao y dependencias donde se reuniría nuevamente con Pina e Isidro Pérez. Mientras estuvo allí, fue atacado por una fiebre cerebral. En su ausencia, primero Mella y luego Sánchez se aliarían con el jurista Tomás Bobadilla y Briones, antiguo boyerista y un poderoso representante de los intereses de la mayoría burguesa que apoyaba la separación. A finales de febrero de 1844, los rebeldes dominicanos proclamaron la emancipación del país de Haití, proclamando el Estado revolucionario llamado República Dominicana.

## Durante la República

### Primer regreso

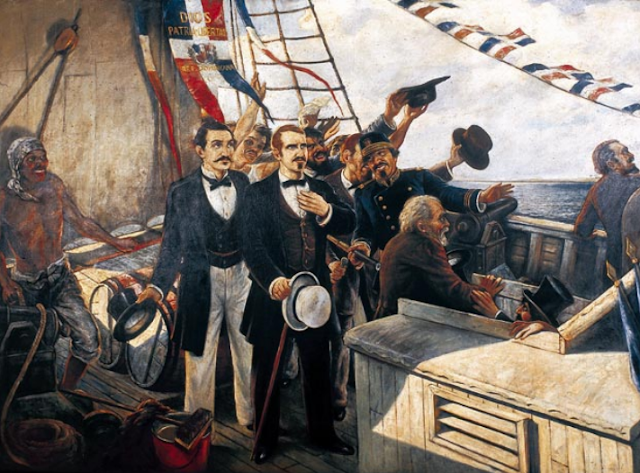
Regreso de Duarte a la Patria Libre (1944). Obra de Enrique García-Godoy.

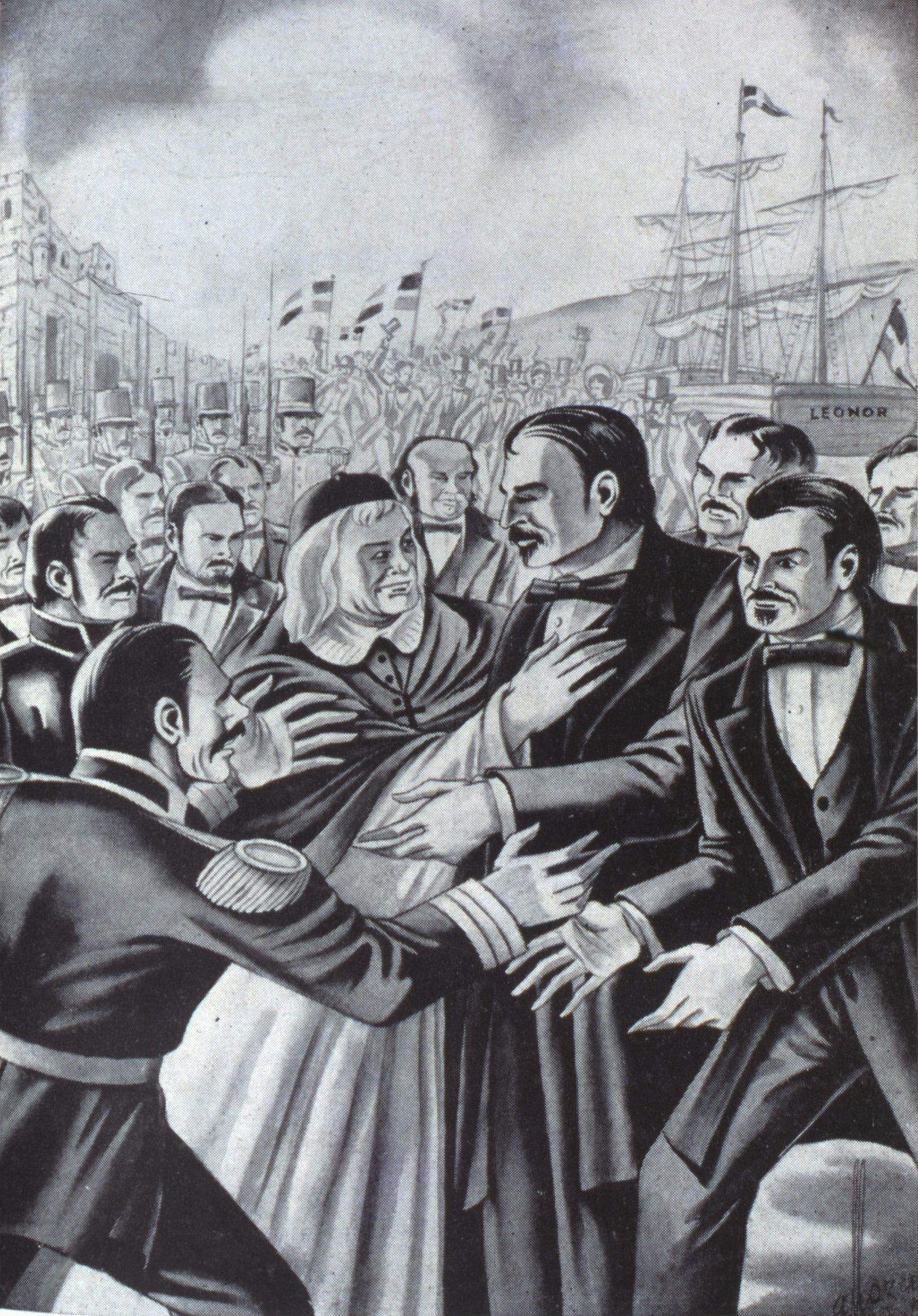
Acorde a lo dicho por Emiliano Tejera en 1894, Duarte es recibido por Portes con el saludo: «¡Salve Padre de la Patria!» (1944). Obra de José Alloza.

El 2 de marzo de 1844, la Junta Central Gubernativa que regía la naciente república, encabezada por el presidente Tomás Bobadilla, decretaría que Duarte, Pérez y Pina fueran buscados a la Colonia de Curazao en la goleta-bergantín Leonor (perteneciente a la casa Rothschild y primer barco que uso la bandera dominicana en el extranjero), comandada por el almirante Juan Alejandro Acosta.
El 15 de marzo, Duarte, Pérez y Pina retornaron a la nuevamente capital junto con el cargamento de las armas que fueron compradas en Curazao. Duarte fue recibido apoteósicamente. De inmediato, fue designado general de brigada del Ejército Libertador de la República Dominicana y vocal de la Junta Gubernativa. A las dos de la tarde, el comandante del departamento de Santo Domingo, el coronel Sánchez notó que las ventanas de la casa del general Duarte no tenían banderas; pidió unos velos blancos y él mismo formó unas banderas con ellos que colocó en las ventanas entre aplausos de todos, diciendo: «hoy no hay luto en esta casa, no puede haberlo, la Patria está de plácemes, viste de gala, y Don Juan mismo desde el cielo bendice y se goza en tan fausto día». En relación con el transporte de armamento, según el texto Sucesos políticos 1838-1845 (atribuido a Manuel Joaquín del Monte Torralbo), se relata que: «como se neecsitaban fusiles mandó el Comte. de Armas, uno de los ayutes. a desembarcarlos, y este no encontró solo una caja la que izo yebar al arsenal, y al abrirla solo se encontraron fusiles inservibles».Varios meses después de que Duarte regresara a su patria, el general de brigada Pedro Santana, en una proclama en su contra, mencionó lo siguiente acerca de las armas:

“con la oferta que nos hizo desde Curazao, de cincuenta mil pesos fuertes y cinco mil fusiles, en cuya solicitud se despacho un buque mayor, que hizo de costo al erario público un millar de pesos, con el encargo de transportar tambien su libertada persona. Llega por fin el pretendido héroe al seno de sus paisanos; a su desembarque, hecho con una pompa extraordinaria por sus afectos, es proclamado general de brigada; nos disponemos y recibir el tan suspirado socorro, el que consistía, ¡vergüenza da decirlo! en veinte y nueve escopetas compradas con los fondos que se llevaron de aqui: en cuanto á numerario, claro está que se redujo á. . . . . nada, absolutamente nada.”

Al día siguiente, la Junta nombraría a Duarte como comandante del departamento de Santo Domingo. Mientras estuvo desempeñando el cargo se puso la capital en estado defensa.

### Choques con la Junta Central Gubernativa

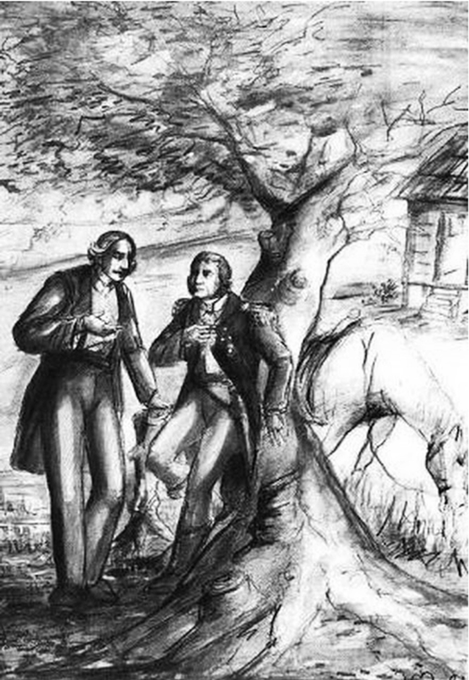
Duarte y Santana en Sabana Buey.

Tras la derrota de Hérard en la batalla del 19 de marzo propiciada por la Armada Expedicionaria del Sur comandada por el general Pedro Santana, este último ordenaría la evacuación de la ciudad de Compostela de Azua donde se desarrolló el combate, siendo ocupada luego por la tropa de Hérard. El 21 de marzo, la Junta decidió que además del caudillo del Este debe haber otro oficial superior que pueda reemplazarlo en caso de falta y que lo ayudara y coopere con él en la defensa del país. Para dicha misión fue encomendado Duarte, saliendo al día siguiente acompañado del coronel Pina, jefe de su Estado Mayor.
El 23 de marzo, en Sabana Buey (Baní), tuvo lugar la entrevista entre Duarte y Pedro Santana. Duarte propuso atacar por la retaguardia a Hérard pero Santana le contestaría diciendo que le diría su decisión luego que consultara con los jefes y oficiales que estaban bajo su mando; estos soldados querían atacar a Hérard pero sin la presencia de Duarte. El 1 de abril, escribiría a la Junta quejándose de que no se lanzaba un ataque contra las tropas haitianas, y tres días después la Junta lo destituiría de sus funciones diciendo que su presencia era necesaria. El 10 de mayo, expresaría a la Junta su deseo de dirigirse a Santiago de los Caballeros para la expedición que atravesaría las villas de Constanza y San Juan de la Maguana para atacar por la retaguardia a Hérard. Al cabo de cinco días, la Junta le contestataria su solicitud pero le pediría que permaneciese en sus funciones en la capital. El 26 de mayo, en la Plaza de Armas de la ciudad (actualmente Parque Colón), se realizó una sesión pública de la Junta y que fue abierta por un discurso de Bobadilla, explicando que era necesario para la república el protectorado con Francia (proyecto surgido en diciembre de 1843, por los constituyentes dominicanos en Puerto Príncipe y que la Junta solícito el 8 de marzo anterior). El proyecto apoyado por Bobadilla y el vicario Tomás de Portes e Infante contemplaba la cesión perpetua de la península de Samaná a la nación francesa, a lo que se opusieron el general Manuel José Jimenes, Valverde y Duarte; la mayoría de la Junta rechazaría el pretendido proyecto.
El 28 de mayo de 1844, el cónsul de la monarquía francesa, Eustache Juchereau de Saint-Denys enviaría a la Junta otro escrito con los términos en que debía concebirse el tratado de protección, amenazando con irse del país junto con sus compatriotas y barcos. La nueva versión del proyecto de protectorado contenía que Francia le daría al país un préstamo de 3 000 000 de pesos, recibiendo la península de Samaná como garantía del pago de la suma. En esta ocasión fue aceptado y firmado por la totalidad de la Junta, con excepción de Duarte; Duarte, al negarse a firmar la solicitud de protectorado, dimitió de sus puestos de vocal de la Junta y de comandante del departamento de Santo Domingo. El 31 de mayo, 56 oficiales (de la Guardia Nacional, de los Estados Mayores de Duarte y José Joaquín Puello Castro, comandante de la capital) firmaron un documento dirigido a la Junta para que los generales de brigada Mella, Sánchez y Antonio López Villanueva fueran ascendidos al empleo de general de división, y mientras para José Joaquín Puello se le solicitó el de general de brigada. En el documento además se solicita que Duarte sea elevado a general de división y que se le otorgue el cargo de comandante en jefe del Ejército Libertador:

“sea elevado al grado de general de División Comandante en jefe del ejército, y creemos no ser injusta esta promoción, pues ha sido el hombre que desde muchos años está constantemente consagrado al bien de la patria, y por medio de sociedades, adquiriendo prosélitos y públicamente regando las semillas de Separación, ha sido quien más ha contribuído a formar ese espíritu de libertad e independencia en nuestro suelo, en fin, él ha sufrido mucho por la patria, y su nombre fue invocado inmediatamente después de los nombres Dios, Patria y Libertad; siempre considerado como el Caudillo de la Revolución. Verdad es que en el momento del pronunciamiento no estuvo con nosotros, pero eso prueba que más encarnizada fue la persecución que hubo contra él; el tiempo de su expatriación lo empleó en solicitar auxilios para la patria, pero necesario era que antes hubiese un pronunciamiento, y no pudo conseguir lo que anhelaba.”

El único que fue aceptado para un acenso fue Joaquín Puello, sin embargo algunos seybanos junto a los amigos y partidarios del general de división Santana, indignados por las solicitudes, se pronunciaron en contra, provocando que la Junta pospusiera la solicitud de los duartistas. El 1 de junio, Duarte se reintegraría a la Junta, ahora encabezada por el presidente José María Caminero y Ferrer, y firmaría la solicitud de protección y reconocimiento de la independencia por parte de Francia. La nueva solicitud de protectorado francés ya no incluía la cesión de la península de Samaná a perpetuidad, sustituida por una ocupación francesa provisional de la bahía de Samaná en caso de ser necesario.

### El 18 brumario del 9 de junio
Secretamente el partido de Duarte y Puello formó una conspiración que daría un golpe para derribar a la Junta de José María Caminero. Duarte y Puello contaban con el apoyo de entre 150 a 200 oficiales que habían sido antiguos esclavos, quienes se convirtieron en su séquito porque creían que su libertad estaba amenazada por los blancos luego de que los duartistas les dijeran que los partidarios del protectorado querían vender el país a los franceses y restaurar la esclavitud. Los duartistas se vieron en condiciones de dar el golpe, ya que el general de brigada Ramón Santana, temido por los partidarios de Puello, se encontraba en estado crítico de salud, y además, el buque de guerra francés Naiade estaba ausente.
El 31 del junio, en horas de la mañana, Duarte pronunció un discurso ante las tropas reunidas en el arsenal de la Torre del Homenaje y los oficiales de su Estado Mayor donde proclamó a Puello como general de brigada y, a su vez, este proclamó a Duarte como inspector general de las tropas dominicanas; el general Puello se puso a la cabeza de la ciudad y se trasladó a la Junta al oír los gritos: «!Abajo Bobadilla ! !Abajo Caminero! !Muerte a los traidores ! !Muerte a Delmonte, Javier Abreu, Francisco Ruiz y Báez!». El comandante del departamento de Santo Domingo, Manuel José Jimenes, se decidió que se presentara ante la Junta para obtener de ella, voluntariamente o por la fuerza, la ratificación del golpe junto con la expulsión de José Caminero y Bobadilla, obligándolos al mismo tiempo a la firma de una lista de proscripción. Duarte y Puello, encabezaron a una veintena de oficiales hacia la Junta y allí en nombre del pueblo y las tropas, impusieron sus nombramientos, obteniendo, casi sin resistencia la sanción de todo lo que acababan de hacer.
Este golpe de Estado fue denominado por Eustache de Saint-Denys como «18 brumario dominicano», haciendo referencia al golpe de Estado del 18 de brumario encabezado por Napoleón Bonaparte en 1799. Esta nueva Junta, ahora encabezada por el presidente Manuel Jimenes, introduciría a Pérez y Pina entre sus miembros  Saint-Denys en una carta del 1 de julio dirigida al ministro de Asuntos Exteriores de Francia, François Guizot, comunicaría que: «Aunque en apariencia dirigido contra la Francia, el golpe de Estado del 9 en nada ha cambiado mi posición aquí».

### Pretendiente a la presidencia de la república

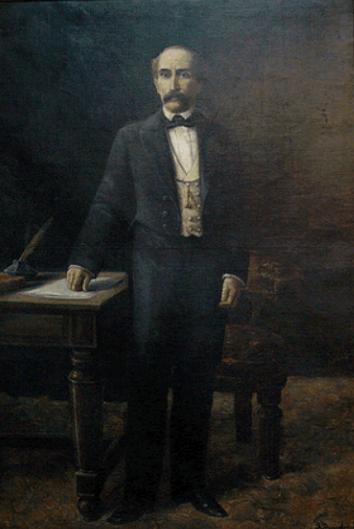
Retrato de Juan Pablo Duarte (1913). Obra de Luis Desangles.

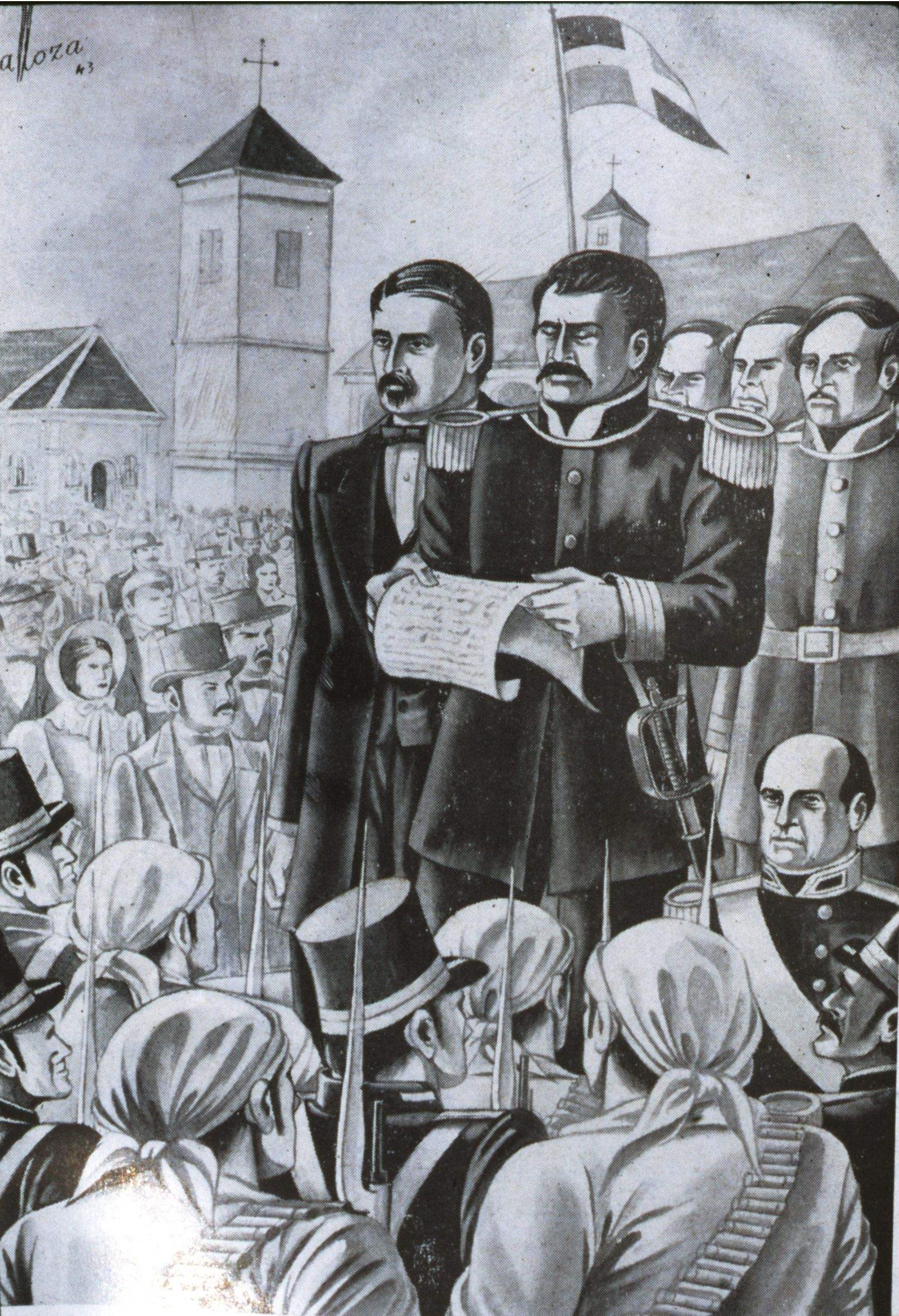
Mella dando un discurso tras el cual Duarte fue vitoreado (1943). Obra de José Alloza.

La Junta, ahora liderada por el presidente Sánchez, atendiendo a una carta del comandante en jefe del departamento de Santiago de los Caballeros, el general Mella, del 18 de mayo anterior, envió a Duarte al Cibao el 18 de junio a intervenir en las discordias intestinas y restablecer la paz. El 31 de junio, hizo presencia en la ciudad de Santiago. El 4 de julio, Mella proclamó a Duarte como presidente de la república, desconociendo la autoridad de la Junta. Mella comunicaría en una carta a Sánchez: «Llegó mi deseado y se lo devolveré Presidente de la República Dominicana». Desaprobó Sánchez las acciones de Mella y del ahora presidente Duarte. Sánchez le expresaría a Mella: «los febreristas no deberemos dar el triste ejemplo de semejantes exaltaciones tumultuarias, como quiera que con ello se entronizaría la anarquía». Los duartistas quienes habían atacado anteriormente al general Imbert consiguieron atraérselo, y las ciudades de Moca y Concepción de la Vega reconocieron a Duarte como presidente de la nación. 
El 11 de julio, Duarte hizo presencia en la ciudad de Puerto Plata donde fue aclamado igualmente como presidente, y donde daría un discurso abnegado en el que expresó su gratitud hacia los puertoplateños y su deseo de ver a la población libre, feliz y en paz:

“Me habéis dado una prueba inequívoca de vuestro amor, y mi corazón agradecido debe dárosla de gratitud. Ella es ardiente como los votos que formo por vuestra felicidad. Sed felices, hijos de Puerto Plata, y mi corazón estará satisfecho aun exonerado del mando que queréis que obtenga; pero sed justos lo primero, si queréis ser felices. Ese es el primer deber del hombre; y sed unidos, y así apagareis la tea de la discordia y venceréis a vuestros enemigos, y la patria será libre y salva. Yo obtendré la mayor recompensa, la única a que aspiro, al veros libres, felices, independientes y tranquilos.”

El día 19, Mella se dirigió a la Junta para lamentar el silencio respecto a sus solicitudes de ayuda para remediar los males que le amenazaban. Mella decidió nombrar una comisión compuesta por el coronel Domingo Mayol y el comandante Juan Luis Franco Bidó, quienes representarían al Cibao y expondrían ante la Junta las necesidades y demandas de la región, así como la proclamación de Duarte como presidente. Sin embargo, el Cibao desconocía los eventos que acontecieron en la capital. El día 12 anterior, el Ejército del Sur comandado por Santana entró a la capital y fue nombrado Jefe Supremo por el pueblo y el propio Ejército. Esto cambió la organización de la Junta, que ahora era encabezada por Santana y contaba con el consentimiento del general Sánchez, quien no permanecería mucho tiempo junto al presidente Santana.

### Caída y captura
Mella, convencido de que sería imposible oponerse a Santana y evitar una guerra civil sin duda desventajosa, propuso la celebración de elecciones con Santana y Duarte como candidatos a la presidencia y vicepresidencia, pero Santana rechazó la propuesta. El 28 de julio, Mella fue arrestado al llegar a la capital. Duarte decidió retirarse a Puerto Plata, donde esperaría la respuesta de Santana a la propuesta de ser nombrado vicepresidente. En caso de que esta propuesta fuera rechazada, Duarte tenía la opción de embarcarse al extranjero.
El respaldo que Duarte recibió en el Cibao le fue retirado después que Mella abandonó Santiago; la Junta destituyó a Mella como comandante en jefe del departamento de Santiago y a Duarte como su delegado. El general Francisco Antonio Salcedo, inicialmente leal a Duarte, se mostró remiso ante la presidencia de Duarte y estaba comprometido con el coronel Pedro Ramón de Mena en el soporte militar a Santana. Salcedo promovió en Moca y Santiago un pronunciamiento en las filas del Ejército, desconociendo la proclama presidencial de Duarte y poniéndose bajo autoridad de la Junta, lo cual fue secundado por el comandante Bartolo Mejía en Concepción de la Vega y acogido bajo la influencia de ambos por otros oficiales de los demás pueblos del Cibao, entre ellos el general López Villanueva en Puerto Plata, donde Duarte se encontraba. El 24 de julio, Tomás de Portes, hizo pública una pastoral donde validaba el régimen de la Junta de Santana y amenazaba con excomunión mayor: «a cualquiera clase de persona que se mezclase en trastornar las disposiciones de nuestro sabio gobierno». El día 28, Santana hizo una proclama acusando a Duarte de ser partidario de incorporar Santo Domingo a Nueva Granada (basado en suposiciones de Saint-Denys) y le reprocharía su nula participación en la conformación de la república debido a que se hacía llamar «libertador de los dominicanos». Puello e Imbert les retirarían sus apoyos y se volcarían a Santana.

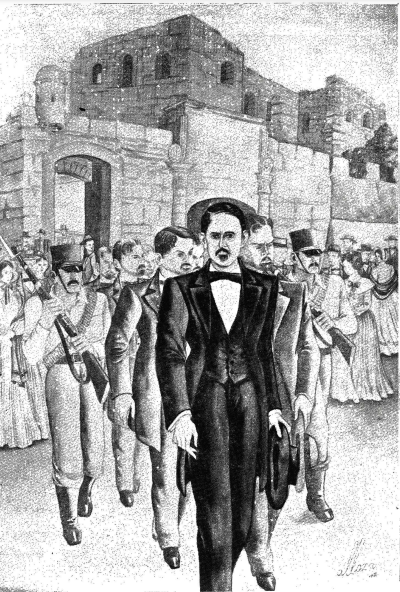
Duarte siendo llevado al destierro (1979). Obra de José Alloza.

El 22 de agosto, la Junta declararía como «traidores e infieles a la Patria» a Duarte, Mella, Sánchez, Pina, Pérez, el capitán venezolano Juan José Illas, los coroneles Gregorio del Valle y Juan Evangelista Jiménez, siendo destituidos de los cargos que ejercían y condenados al destierro perpetuo. Sin ningún amparo militar o social, Duarte y Pérez, quienes estaban errantes en los bosques de Cabarete, fueron hechos prisioneros por Pedro de Mena el 27 de agosto y posteriormente fueros llevados por el capitán sardo Juan Bautista Cambiaso en la goleta Separación Dominicana a la capital para su posterior expulsión del país. El 2 de septiembre de 1844, llegaría a la capital con altas fiebres que contrajo en la Fortaleza de San Felipe mientras se encontraba en prisión a la espera de su traslado.

## Estadía en Europa y Venezuela

### Segundo exilio
El 10 de septiembre de 1844, fue enviándo al exilio a la Ciudad Libre y Hanseática de Hamburgo. Tras una breve estancia en Hamburgo, el 30 de noviembre Duarte se trasladó a La Guaira. En febrero de 1845, estando en la ciudad de Caracas, recibió la noticia del fusilamiento de María Trinidad Sánchez. Asumiéndose culpable de esta muerte, y rechazando la idea de alentar una guerra civil. El 19 de marzo, fue expulsada casi toda la familia Duarte de Santo Domingo. Duarte desapareció de la vida pública, internándose en la selva venezolana. Después de escribir su libro La cartera del Proscripto se radicó en la ciudad de Angostura (actual Ciudad Bolívar), perdiendo todo contacto con amigos y familiares por más de quince años. Por esos años del exilio, el entonces presidente dominicano Jimenes decretaría en 1848 una amnistía para los exiliados (Bobadilla, Juan Jiménez, Sánchez, Mella, Pérez, Pina, Duarte y su hermano Vicente); Duarte no se acogería a la amnistía. En 1860 el Ministerio de Relaciones Exteriores dominicano derogaría la expulsión de la familia Duarte.

## Lucha por la Restauración

### Reaparición a la vida pública
En 1861, debido una vez más a las invasiones haitianas, el desorden interno, y problemas de Gobiernos pasados, Santana reincorporó a la nueva nación a la nación española para volverse de nuevo la Provincia española de Santo Domingo (etapa conocida como la anexión a España). Por esta acción, en marzo del año siguiente, el ahora gobernador y capitán general de Santo Domingo, Santana, fue galardonado por la reina Isabel II de España con el título del marquesado de las Carreras. Los únicos mandatarios extranjeros que se opusieron a la soberanía española en Santo Domingo fueron Ramón Castilla del Perú y Fabre Geffrard de Haití. En 1862, Duarte tras recibir la noticia de la anexión de Santo Domingo y el fusilamiento de Sánchez, reapareció en Caracas en medio de la guerra federal. En agosto de 1863, se produjo en el Cibao el grito de Capotillo que dio inicio a la guerra de la restauración. La revolución se extendió por varios puntos de la isla, y en septiembre, después de que los rebeldes lograran la rendición del gobernador de Santiago, Manuel Buceta, se proclamó la independencia de la nueva república. Se estableció un Gobierno Provisional liderado por el general José Antonio Salcedo Ramírez. En diciembre de ese mismo año, el general Mariano Díez, tío de Duarte y veterano de la guerra de independencia de Venezuela y la guerra federal, llegó desde Santo Domingo y le entregó una proclama enviada por Pina, titulada Llamamiento de los dominicanos a sus hermanos de Sur América, que expresaba la solidaridad con Hispanoamérica.

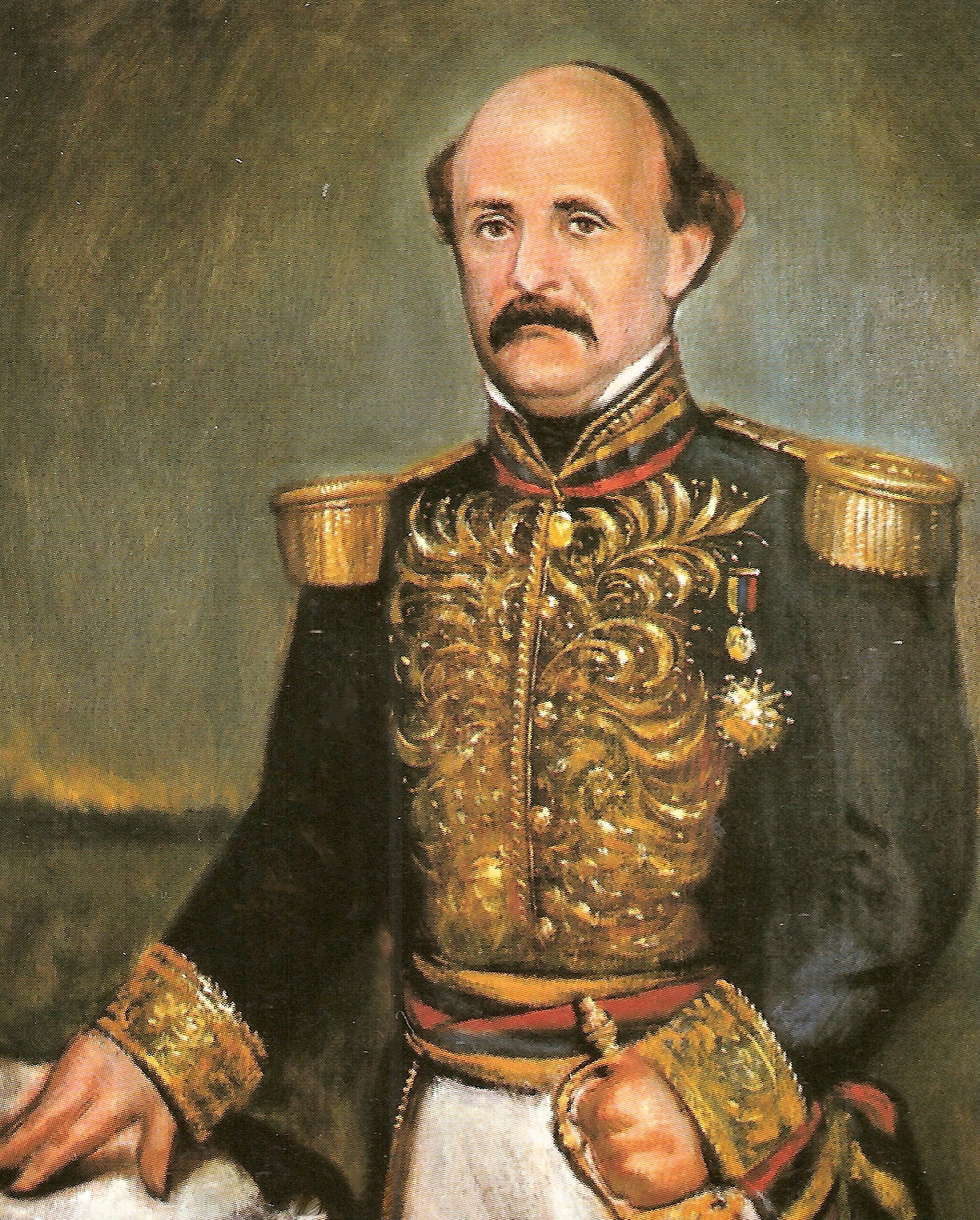
Falcón tuvo simpatía por la causa de la restauración y aprobaría dotar a los independentistas materialmente.

El 16 de enero de 1864, tuvo lugar una cita personal entre Duarte con el presidente Juan Crisóstomo Falcón Zavarce y el vicepresidente Antonio Guzmán Blanco. Juan Crisóstomo Falcón le dijo que el erario público venezolano estaba agotado tras los cinco años de guerra civil que acababa de terminar, pero que alguna cantidad, aunque sea modesta, podría el Gobierno destinar a la causa. El Gobierno venezolano le entregaría a Duarte la suma de 1 000 pesos.

### Segundo regreso

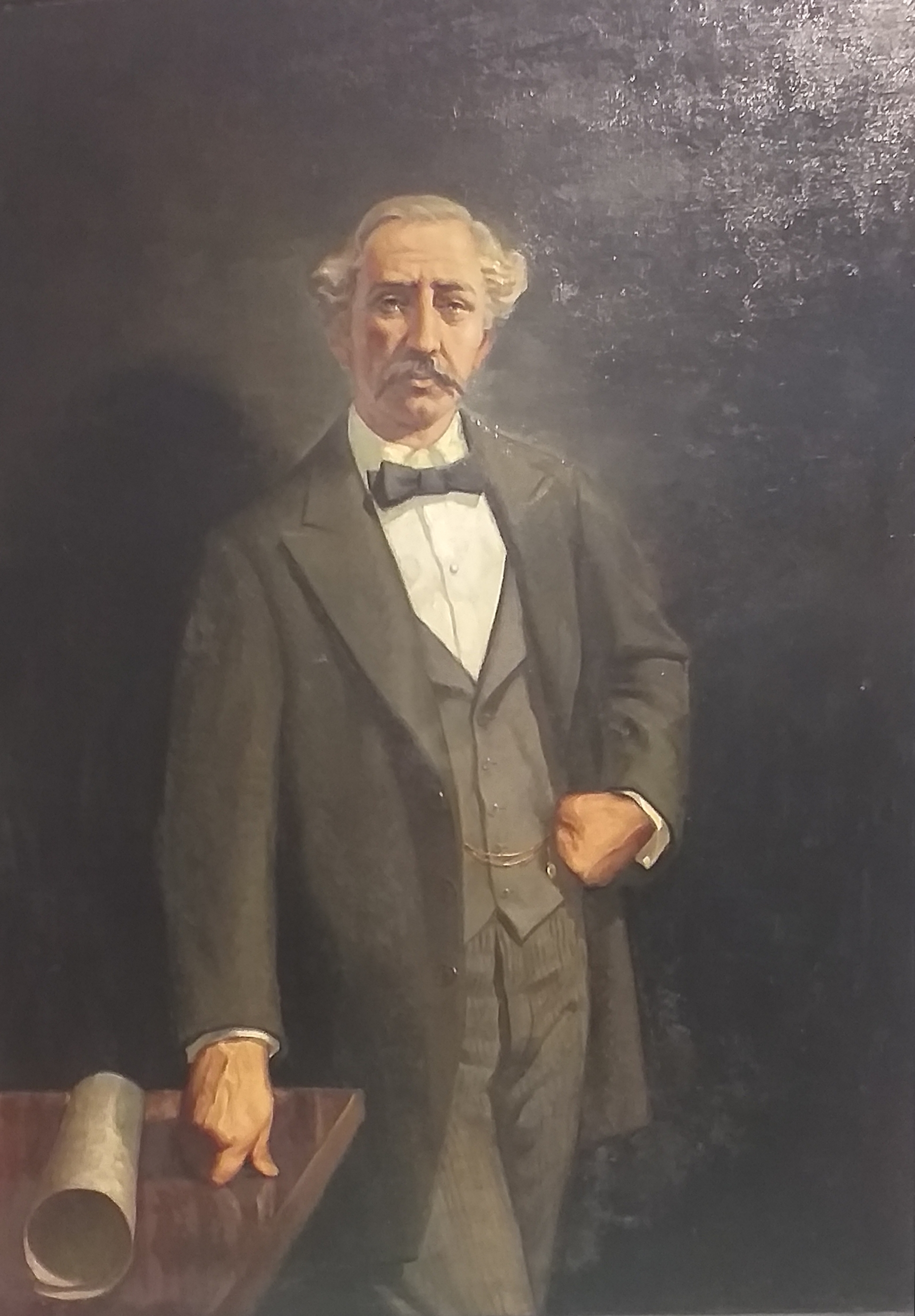
Retrato de Duarte en el Museo Nacional de Nacional de Historia y Geografía de Santo Domingo.

A principios de marzo de aquel año, Duarte partió en una expedición desde La Guaira con cuatro compañeros (Candelario Oquendo, Manuel Rodríguez Objío, su hermano Vicente y Mariano Díez) con destino a las islas Turcas (Reino Unido), a bordo una goleta fletada neerlandesa Gold Munster, y desde allí para regresar a su patria. Durante ese viaje fueron perseguidos por el vapor español África hasta llegar a aguas británicas. Luego de abandonar las islas Turcas, se dirigiría a Cabo Haitiano. El entonces gobernador y capitán general español, Vargas, vendría a tener constancia del viaje de Duarte.
El 25 de marzo, Duarte desembarcó en la ciudad de Monte Cristi, habiendo aparecido en el suelo de su patria por primera vez desde su destierro por la Junta en 1844. Se puso a las órdenes del Gobierno en armas dominicano de Santiago. Habiéndose reunido con el general Benito Monción, jefe de operaciones en Monte Cristi, siguió rumbo a Guayubín, donde se reunió con su ex socio, el ahora vicepresidente Mella. Para ese entonces, Mella ya estaba gravemente enfermo y postrado en cama. El 28 de marzo, Duarte expresó sus deseos de ponerse al servicio del Gobierno Provisional, al igual que en Santiago de los Caballeros directamente, a donde llegó el 4 de abril. Parecía que los principios de conflicto interno entre sus representantes individuales estaban germinando en el bando revolucionario y su presencia no era muy deseable. En ausencia del presidente José Antonio Salcedo Ramírez, quien estaba en campaña, Duarte y sus compañeros fueron recibidos por representantes del Gobierno, a quienes Duarte explicó sus actitudes a favor de la causa en Venezuela. Sin embargo, a pesar de su deseo de establecer contactos en la nueva República Dominicana y las repúblicas hispanoamericanas, Duarte no quería salir como diplomático. Él mismo había propuesto acreditar al médico y político Melitón Valverde como representante en el respectivo país.
El 14 de abril, el haitiano Alfred Deetjen, quien era ministro de Relaciones Exteriores y de Hacienda, le informó de su nombramiento como diplomático en Venezuela. Duarte resistió la decisión del Gobierno apelando a su delicada salud, pero en realidad se preparaba para visitar a José Antonio Salcedo en su campamento y ofrecerle su participación en la campaña bélica. Sus posiciones cambiaron luego de recibir un ejemplar del Diario de la Marina, editado en La Habana (Cuba), que decía entre otras cosas:

“Precisamente habrán querido Benigno Rojas y los dos o tres jefes menos ignorantes de la rebelión sacar gran partido para con los suyos de este incidente personal, y se pretenderá dar a Duarte la significación de un grande hombre capaz de hacer milagros. Resultado indefectible: que el Presidente Pepillo Salcedo, Polanco, el generalísimo y los no menos generalísimos Duperón y Mondón, no querrán ceder la preeminencia que hoy tienen entre los suyos, y verán de reojos al recién venido, a quien considerarán como a un zángano perezoso que viene a libar la miel elaborada por ellos. (...) La llegada de Duarte entre esa clase de gente, puede asegurarse, por consiguiente, como una nueva causa de complicación y disolución que surge entre los rebeldes, ya profundamente desmoralizados por sus propios desórdenes.”

### Ministro Plenipotenciario en Venezuela: nuevo exilio
El 7 de junio, Duarte y Valverde fueron enviados como cónsules al exterior con el objetivo de recolectar fondos para la causa separatista por parte de los Gobiernos de los Estados Unidos de Colombia, Perú y Venezuela. La designación de Duarte y Valverde en los tres países sudamericanos mencionados había recaído en el ahora vicepresidente por el reciente fallecimiento de Mella, Ulises Espaillat, y Máximo Grullón, el nuevo ministro de Relaciones Exteriores. Esta misión terminó por convertirse en otra especie de exilio, aunque no se puede afirmar que esa fuera la intención del Gobierno Restaurador. Recorrió el territorio de Haití, condicionado tal rumbo ya por el bloqueo de las costas del Cibao por barcos españoles y por la toma española de Monte Cristi realizada por el nuevo capitán general José de la Gándara en mayo. Habiendo zarpado desde la costa haitiana, en Santo Tomás se encontró con Valverde, y juntos continuaron a Curazao. Duarte envió delante a Valverde hacia Caracas. 
Estando ausentes los dos jefes supremos venezolanos, en la capital la presidencia interina la ocupaba el general José Desiderio Trías, un amigo de Duarte, al igual que era el ministro de Guerra y Marina, Manuel Ezequiel Bruzual. Desde Curazao, y mediante Valverde, Duarte envió cartas de presentación ambos. En Caracas surgió una disputa que había tenido lugar entre José Desiderio Trías y el general Bruzual, y que culminó con la deposición de este último y su arresto por orden del Gobierno. Valverde se encontró entre los partidarios de Bruzual. Duarte, quien poco después llegó a Caracas y visitó a Desiderio Trías, se disculpó por las actitudes expresadas por su compañero, solicitando, al mismo tiempo, el reconocimiento y la pronta asistencia de Venezuela para la independencia dominicana. Trías en referencia a las posiciones expresadas por Valverde, manifestó el cuidado del Gobierno venezolano de no empeorar las relaciones con la Corona española. La misión de Duarte tuvo una campaña de prensa favorable por la ayuda del periódico El Federalista. La situación en Venezuela, devastada por la guerra civil anterior, no prometía mucho éxito en las gestiones para obtener ayuda material, sin embargo, bajo la influencia de las actividades de Duarte, en Caracas y alrededores pronto se instalaron dos juntas de recaudación en beneficio de la restauración.
El 20 de agosto, Antonio López Ceballos, el encargado de negocios español en Venezuela presentó al Ministerio de Relaciones Exteriores venezolano un exhorto del fiscal de la Comisión Militar de Santo Domingo. Dicho exhorto solicitaba una investigación sobre Duarte y Rodríguez Objío basada en el interrogatorio adjunto. El Gobierno venezolano, reconociendo la independencia de la República Dominicana y buscando evitar conflictos con España, respondió el 13 de octubre a través de su ministro de Relaciones Exteriores, rechazando la petición. Sin embargo, el encargado de negocios español decidió apelar a su amistad con el nuevo encargado del poder ejecutivo Interino, Guzmán Blanco, enviándole una carta el 7 de noviembre. En la carta, argumentaba que la solicitud de investigación no implicaba el reconocimiento de la jurisdicción española en Santo Domingo, ya que consideraba que dicha jurisdicción era un hecho establecido. Esta vez, la petición del diplomático español fue exitosa, lo que complicó la misión de Duarte en la capital venezolana. Por recomendación del nuevo ministro de Exteriores, el asunto fue remitido al juez de primera instancia de Caracas. El 17 de noviembre, Duarte compareció ante el juez y fue interrogado. Entonces, el humillado representante dominicano envió a Valverde a Santo Domingo con los recursos adquiridos en Venezuela.
En el mismo mes, Duarte se encontró inesperadamente con Oquendo en Coro. Durante su encuentro, Duarte recibió la noticia desfavorable para él, del cambio violento en la dirección restauradora en la isla, que resultó en el derrocamiento de José Salcedo. Se le presentó el derrocamiento de Salcedo como la «salvación de la República». Salcedo, quien estaba llevando a cabo negociaciones de paz con De la Gándara, fue acusado de derrotismo y era partidario declarado del expresidente Buenaventura Báez (ascendido por Isabel II a mariscal de campo de los reales Ejércitos), a quien el general Luperón consideraba como un «enemigo de la patria». Estos eventos desencadenaron un movimiento golpista liderado por el generalísimo Gaspar Polanco, que culminó con el derrocamiento de Salcedo y su posterior ejecución. En enero de 1865, regresó a Caracas y se reunió con Guzmán. Este último, a pesar del mandato de Falcón de proveer a Duarte de fondos para la lucha por la independencia dominicana, rechazaría tales medidas alegando la debilidad de la economía venezolana y solo después otorgó 300 pesos. Si anteriormente los actos de Valverde habían influido de alguna manera en las posiciones de la dirigencia venezolana con la misión dominicana, ahora Oquendo era considerado enemigo político del general Guzmán y el mariscal Falcón.
El 7 de marzo, Duarte rechazó la confirmación como representante en Venezuela enviada por el Gobierno del presidente dominicano Gaspar Polanco (se encontraba derrocado desde enero), alegando que desde el derrocamiento de Salcedo sus funciones concluyeron, sin embargo no abandonaba la causa de la restauración. En sus propias palabras, expresó: «Esto no obstante no he dejado ni dejaré de trabajar en favor de nuestra Santa Causa haciendo por ella como siempre más de lo que puedo, y sino he hecho hasta ahora todo lo que debo y he querido, quiero y querré hacer siempre en su obsequio, es por que nunca falta quien desbarate con los pies lo que yo hago con las manos». El 3 de mayo de 1865, el Gobierno español del Partido Moderado, liderado por el duque de Valencia, logró anular la anexión de Santo Domingo. Como resultado, todas las tropas españolas abandonaron el país en julio. Sin embargo, la República Dominicana no pudo encontrar estabilidad política duradera y se vio envuelta en una serie de golpes de Estado y guerras civiles.

## Últimos años, muerte, legado y honores

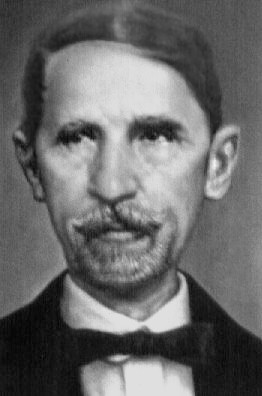
Única foto conocida de Duarte. Tomada por el fotógrafo venezolano Próspero Agustín Rey Medrero en Venezuela, en 1873.

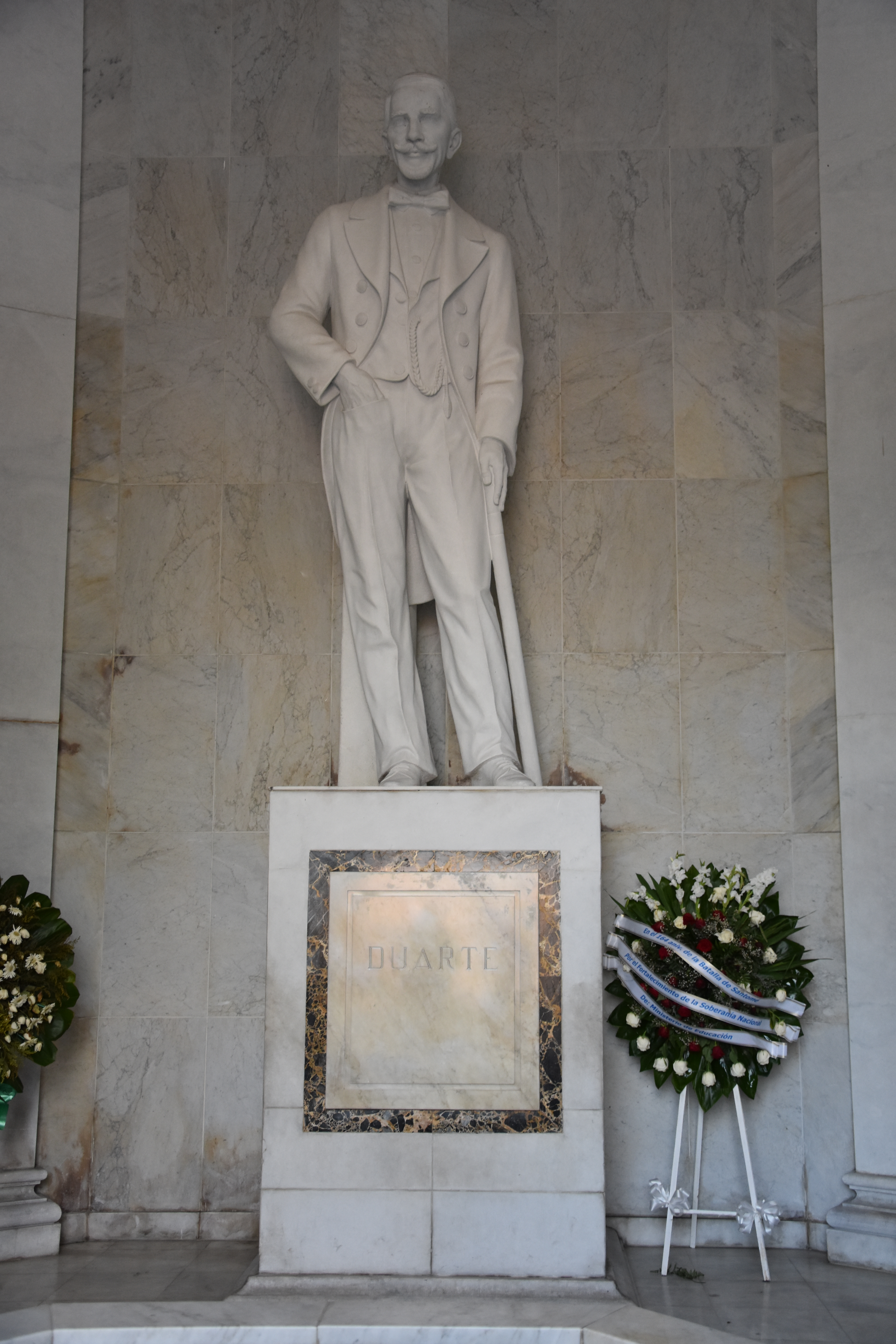
Estatua hecha por escultor italiano, Nicola Arrighini, ubicada en el Altar de la Patria

A Duarte le fue ofrecida una pensión honorífica que fue incumplida y se quedó a vivir en Venezuela, donde fue bien recibido junto a su familia, subsistiendo de ingresos provenientes de una fábrica de velas. En 1875, a pesar de que el presidente dominicano Ignacio María González le pidió que regresara e igualmente lo hizo Luperón, no obstante Duarte se sintió a gusto en Venezuela. Duarte se quedó a vivir con su familia en la ciudad de Caracas hasta su fallecimiento el 15 de julio de 1876. Sus restos fueron trasladados a suelo dominicano en 1884 por el Gobierno de Ulises Heureaux, quien lo declaró Padre de la Patria junto a Sánchez y Mella. En 1944, los restos de los tres héroes nacionales fueron sepultados en el Altar de la Patria, donde se encuentran hoy en día.

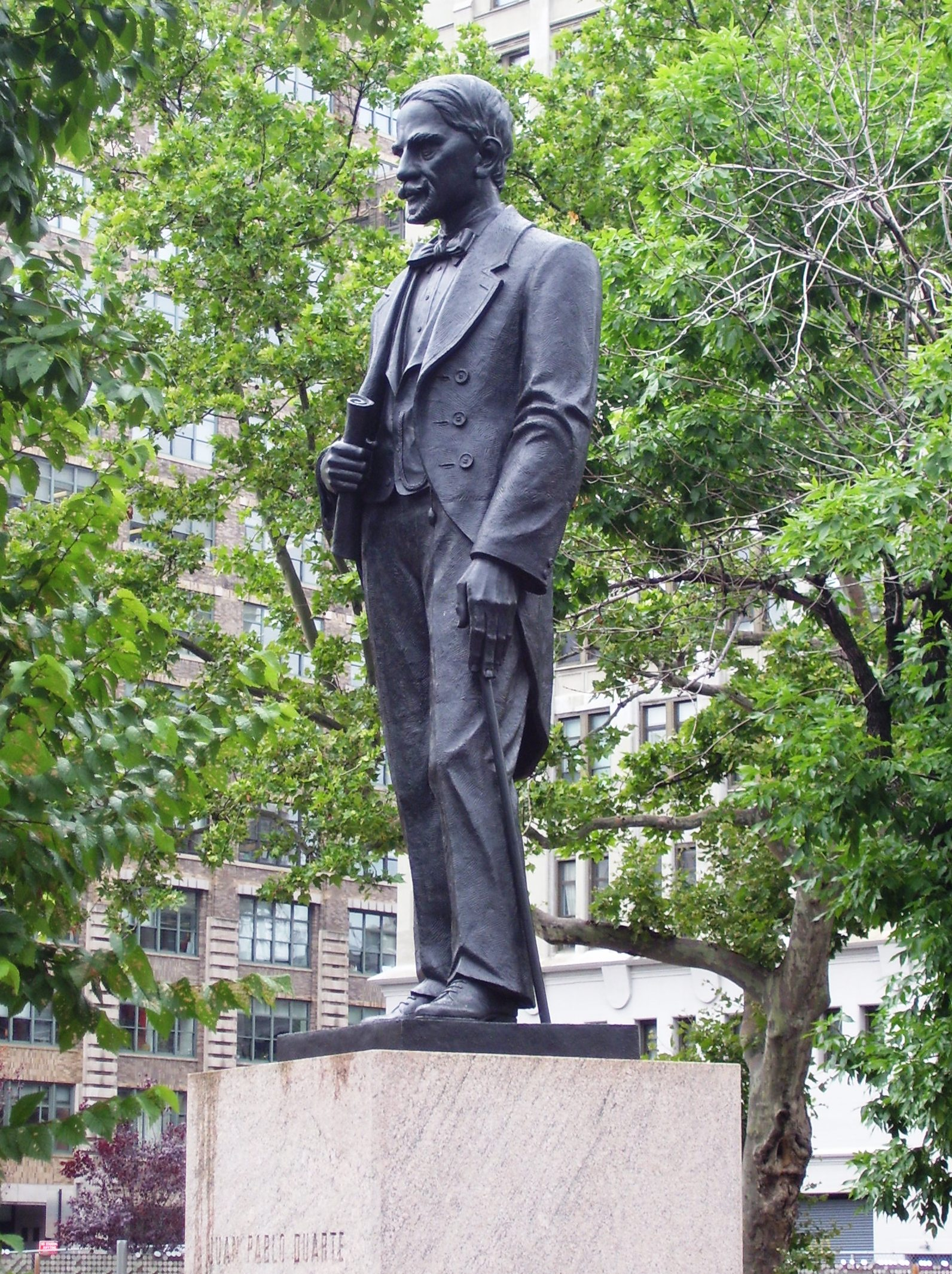
Estatua de Duarte realizada por Nicola Arrighin en Duarte Square (Sexta Avenida, Greenwich Village, Manhattan).

Duarte sentó las bases para el advenimiento de una República que como estado democrático garantizara la igualdad de oportunidades y la libertad de sus ciudadanos.
Los viajes de estudios que realizó a Europa en su adolescencia lo pusieron en contacto con los ideales liberales de la Revolución Francesa, lo que influyó mucho en sus actitudes posteriores en las luchas independentistas. Una de sus frases más emblemáticas fue sin lugar a dudas ¡Vivir sin patria, es lo mismo que vivir sin honor! Se le atribuye, además, ser un precursor del teatro dominicano, mediante la promoción de eventos teatrales a través de sociedades como "La Filantrópica" y "La Dramática", con obras alusivas al ideal de libertad de los dominicanos. El Pico Duarte, la montaña más alta del Caribe y otros lugares de interés llevan su nombre. Su casa natal fue convertida en un museo. En la misma vivió la familia Duarte-Díez desde su llegada a Santo Domingo hasta su exilio.
En 1945, la ciudad de Nueva York dedicó una plaza a Duarte (Duarte Square) en la esquina de la Sexta Avenida y Canal Street, dentro del barrio de Greenwich Village. El 26 de mayo de 1977, anticipándose al 165 natalicio del prócer, se desvelo una estatua del escultor italiano Nicola Arrighin, sufragada por el consulado dominicano de la ciudad, de Duarte. La estatua de bronce mide cuatro metros (13 pies) y es sostenida por un pedestal de dos metros y medio (ocho pies). En Union City (Nueva Jersey), una ciudad colindante con la ciudad de Nueva York, existe un parque llamado Juan Pablo Duarte Square en su honor. 
El 26 de enero de 1978, en el 165.º del nacimiento de Duarte, el Consulado dominicano en esa ciudad, erigió una estatua en el mismo parque. 
En el 2000, el alcalde de Nueva York de ese entonces Rudolph Giuliani firmó un proyecto de ley agregando el nombre Juan Pablo Duarte Boulevard a la St. Nicholas Avenue, designando el tramo de la Décima Avenida y West 162nd Street hasta la intersección de West 193rd Street y Fort George Hill. 
El 29 de enero de 2009, el metro de Santo Domingo inauguró su servicio, incluyendo una estación con su nombre.
El 24 de febrero de 2011, en conmemoración del 167.º aniversario de la Independencia Nacional de la República Dominicana, fue inaugurada una estatua suya en el Jardim do Campo Grande, frente a las instalaciones de la embajada de la República Dominicana en Lisboa.
El 26 de enero de 2013 se celebró el bicentenario de su nacimiento.

## Vida privada
La vida personal de Duarte hasta la fecha es tema de discusión. Se sabe que fue un poeta seguidor del Romanticismo. También solía tocar la guitarra, el piano y la flauta; además practicaba esgrima.
Durante su juventud Duarte mantuvo varias relaciones amorosas. La primera relación la sostuvo con María Antonia Bobadilla, la cual terminó años después por razones desconocidas. Años después, Duarte se enamoró de Prudencia “Nona” Lluberes, descendiente de catalanes con quien llegó a formalizar una relación que se vio interrumpida debido a su destierro y su posterior padecimiento de tuberculosis. Las fechas en las que Duarte mantuvo estas relaciones no se conocen, dada la imprecisión sobre su vida privada y a los últimos años de su vida en el exilio. También algunos historiadores certifican que tuvo un hijo durante su estadía en Venezuela con una mujer llamada Marcela Mercedes.

## Controversias

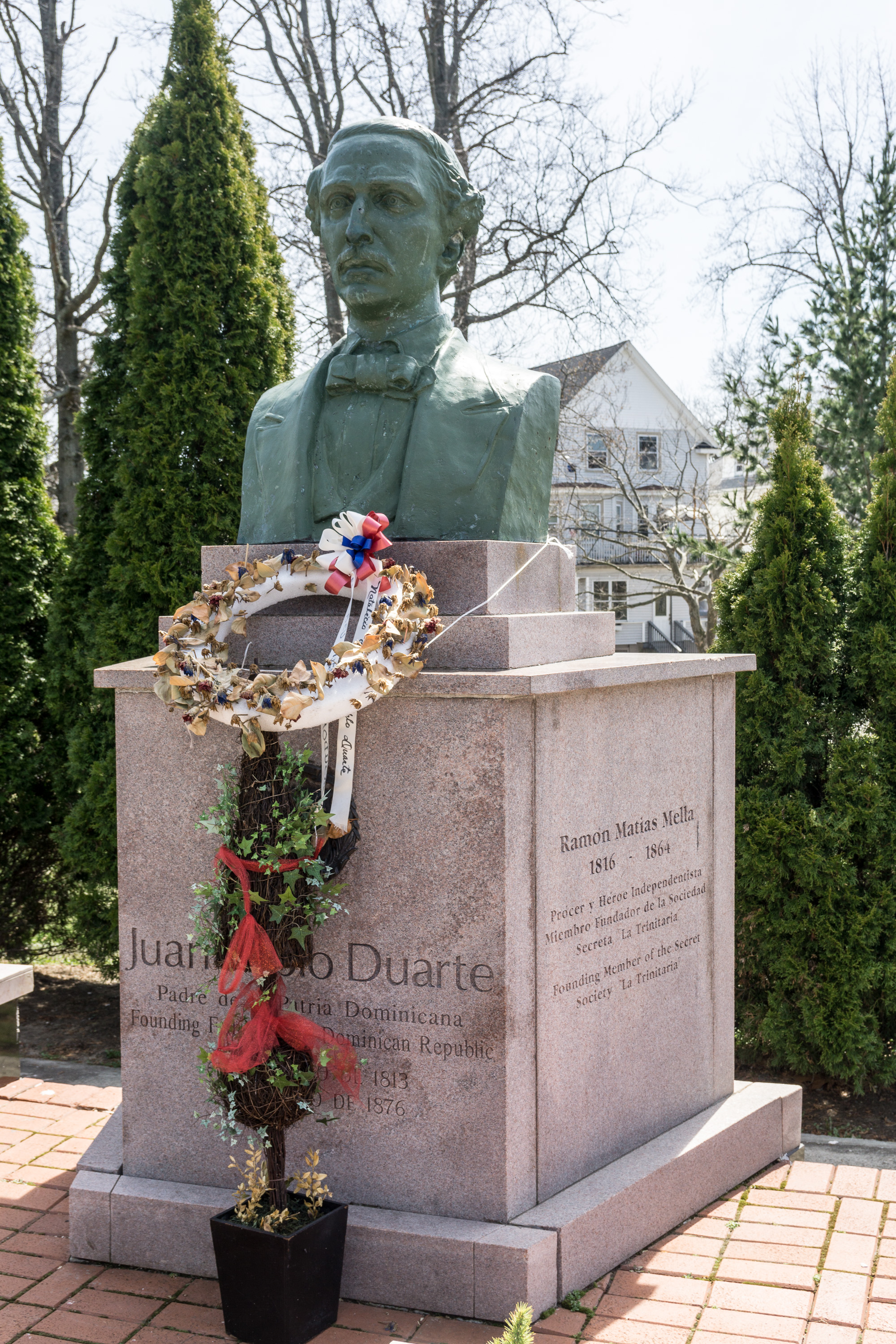
Busto de Duarte en el Parque Roger Williams (Providence, Rhode Island).

En torno a la figura de Duarte se han generado diversas controversias y teorías conspirativas, promovidas principalmente por grupos minoristas anti-duartianos y promotores de la unificación de la isla Española y sus dos países: Haití y República Dominicana. En ninguno de estos casos de controversia o de teorías conspirativas se tiene ningún sustento histórico y por el contrario, se tienen referencias irrefutables en la mayoría de los casos lo que convierte en una tarea fácil desmontar estas ideas erradas y mal infundadas. Aquí se enumeran una breve lista de los sucesos "controvertidos" más relevantes y sus respectivas explicaciones históricas. Duarte se encontraba en el exilio en 1844, justo en el momento de proclamar la independencia dominicana, por lo que algunas personas afirman que este no merece ser incluido como uno de los Padres de la Patria. El catedrático de la Universidad Autónoma de Santo Domingo, Alejandro Paulino Ramos, quien además es miembro de la Academia Dominicana de la Historia argumentaría diciendo "Si salió del país fue porque se tenía como cierto que, de ser apresado, el movimiento podía fracasar", dando a entender que Duarte utilizó su viaje a Curazao en ese momento como estrategia y no por cobardía como se insinuó.
Durante cincuenta años posteriores a la Independencia de la República Dominicana y de los sucesos posteriores como la Guerra de la Restauración existió un acalorado debate sobre quién o quiénes deberían de considerarse como "padres de la patria", "padres fundadores" o los líderes de la independencia. No se lograba un consenso entre los principales líderes Juan Pablo Duarte, Francisco del Rosario Sánchez y Ramón Matías Mella sobre cuál de los tres debía de considerarse como el líder de la gesta independentista, inclusive estos debates escalaron a conflictos armados. En vista de la situación y con la intención de terminar el debate de una vez y por todas el presidente Ulises Heureaux proclamó el 11 de abril de 1894 una ley aprobada en el Congreso Nacional mediante la resolución 3392 que establecía que los padres de la patria eran "Duarte, Sánchez y Mella" poniendo fin a cincuenta años de acalorados e intensos debates.En los últimos años grupos radicales anti-independentistas y a favor de la unificación de República Dominicana y Haití que buscan la unificación de la República Dominicana con la Haití han desarrollado una campaña buscando generar controversias en torno a las figuras de los padres de la patria dominicana y las gestas de independencia, restauración y otras luchas sociales.

## Fisionomía y carácter
Según el trinitario y amigo intimo de Duarte, José María Serra de Castro, el patricio era descrito de la siguiente forma:

“Y al decir esto, lo ví como transfigurado; sus ojos azules, de mirar sereno, le centellaban; su tez suave, teñida de ordinario por las rosas, en aquel momento parecía deberle su color a la amapola; sus labios finos, donde de continuo una dulce y cariñosa sonrisa rebelaba la bondad e ingenuidad de aquella alma noble é inmaculada, veialos convulsos agitando el negro y espeso bigote que a la vez que formaba un contraste agradable con su dorada y poco poblada cabellera, al dilatar la longitud de su frente daba majestad a su fisonomía.“